# Sam Rockwell
Samuel Rockwell, detto Sam (Daly City, 5 novembre 1968), è un attore statunitense.
È noto per essere apparso in film indipendenti e anche come attore caratterista interpretando un'ampia varietà di ruoli, sia comici che drammatici. Rockwell ha vinto l'Oscar al miglior attore non protagonista per la sua interpretazione nel film Tre manifesti a Ebbing, Missouri (2017), oltre ad un Golden Globe, un Premio BAFTA, due Critics Choice Awards e altrettanti Screen Actors Guild Awards. Ha inoltre ricevuto una seconda candidatura al Premio Oscar per il suo ruolo di George W. Bush nel film biografico Vice - L'uomo nell'ombra (2018). Nel 2019, ha interpretato Bob Fosse nella miniserie Fosse/Verdon, aggiudicandosi il suo terzo Screen Actors Guild Award e la candidatura al Premio Emmy al miglior attore protagonista in una miniserie o film.

## Biografia
Figlio unico degli attori Pete Rockwell e Penny Hess, i suoi genitori divorziarono quando aveva 5 anni. Passò così la sua infanzia tra San Francisco, con il padre, e New York, per passare l'estate con la madre. Ha debuttato nel film horror Clownhouse (1989), prodotto dalla casa di produzione di Francis Ford Coppola. Negli anni seguenti è orbitato nel circuito dei film indipendenti, prendendo parte a telefilm e spot pubblicitari.
Nel 1996 ha ottenuto un ruolo in Basquiat, ma il punto di svolta nella sua carriera è arrivato nel 1998, quando Woody Allen gli ha affidato una parte in Celebrity, che lo ha lanciato verso la partecipazione al cast di film come Il miglio verde, Galaxy Quest e Charlie's Angels. Nel 2002 è stato il protagonista di Confessioni di una mente pericolosa, film di esordio alla regia di George Clooney, in cui interpreta Chuck Barris, ottenendo l'Orso d'argento per il miglior attore al Festival di Berlino. Ha poi lavorato ne Il genio della truffa e in Guida galattica per autostoppisti, nel ruolo di Zaphod Beeblebrox.
Nel 2007 ha recitato al fianco di Vera Farmiga nel thriller Joshua e al fianco di Brad Pitt in L'assassinio di Jesse James per mano del codardo Robert Ford. Nel 2008 è comparso nell'adattamento cinematografico del romanzo Soffocare di Chuck Palahniuk. Nel 2009 è stato il protagonista nel film di fantascienza Moon, diretto da Duncan Jones e nel cast del film Stanno tutti bene - Everybody's Fine, remake statunitense del film italiano Stanno tutti bene (1990) di Giuseppe Tornatore, al fianco di Robert De Niro.
Nel 2011 torna nuovamente a collaborare con Jon Favreau, dopo Made - Due imbroglioni a New York nel 2001 e Iron Man 2 nel 2010, per il film western/fantascientifico Cowboys & Aliens, accanto a Daniel Craig e Harrison Ford. Nel 2012 ha interpretato l'amico di Colin Farrell nella commedia nera 7 psicopatici, diretto da Martin McDonagh.. Con lo stesso regista, nel 2017, lavora nel film campione di critica Tre manifesti a Ebbing, Missouri, per il quale si aggiudica svariati riconoscimenti tra cui il premio Oscar, il Golden Globe, il Critics' Choice Award sempre al miglior attore non protagonista, il SAG Award,il Premio BAFTA un Satellite Award. Nel 2018 inizia la lavorazione di Jojo Rabbit, una commedia amara sul nazismo in cui Rockwell recita al fianco di Scarlett Johansson, per la regia di Taika Waititi. Nel 2019 partecipa al film Migliori nemici. Nello stesso anno Rockwell è stato scelto per interpretare Bob Fosse insieme a Michelle Williams come Gwen Verdon nella miniserie Fosse/Verdon, per la quale ha ricevuto una candidatura agli Emmy. Nel 2025 è nel cast della terza stagione di The White Lotus.

### Vita privata
Rockwell non si è mai sposato e non ha figli, di cui ha dichiarato in un'intervista con The Guardian nel 2007 "Non voglio assolutamente fare il genitore. È un ruolo che non fa per me." Dal  2007 è legato sentimentalmente all'attrice Leslie Bibb, incontrata mentre era sul set di Frost/Nixon - Il duello.

## Filmografia

### Attore

#### Cinema
- Clownhouse, regia di Victor Salva (1989)
- Ultima fermata Brooklyn (Last Exit to Brooklyn), regia di Uli Edel (1989)
- Tartarughe Ninja alla riscossa (Teenage Mutant Ninja Turtles), regia di Steve Barron (1990)
- Strictly Business, regia di Kevin Hooks (1991)
- Lo spacciatore (Light Sleeper), regia di Paul Schrader (1992)
- Happy Hell Night, regia di Brian Owens (1992)
- In the Soup - Un mare di guai (In The Soup), regia di Alexandre Rockwell (1992)
- Somebody to Love - Qualcuno da amare (Somebody to Love), regia di Alexandre Rockwell (1994)
- Alla ricerca di Jimmy (The Search for One-eye Jimmy), regia di Sam Henry Kass (1994)
- Tutto per mia figlia (Mercy), regia di Richard Shepard (1995)
- Basquiat, regia di Julian Schnabel (1996)
- Box of Moonlight (Box in Moon Light), regia di Tom DiCillo (1996)
- Ultimo appello (Glory Daze), regia di Rich Wilkes (1996)
- Subway Stories - Cronache metropolitane (SUBWAYStories: Tales from the Underground) - segmento Sax Cantor Riff (1997)
- Lawn Dogs, regia di John Duigan (1997)
- Jerry & Tom, regia di Saul Rubinek (1998)
- Louis & Frank, regia di Alexandre Rockwell (1998)
- Safe Men, regia di John Hamburg (1998)
- Celebrity, regia di Woody Allen (1998)
- Sogno di una notte di mezza estate (A Midsummer Night's Dream), regia di Michael Hoffman (1999)
- Il miglio verde (The Green Mile), regia di Frank Darabont (1999)
- Galaxy Quest, regia di Dean Parisot (1999)
- Charlie's Angels, regia di McG (2000)
- Made - Due imbroglioni a New York (Made), regia di Jon Favreau (2001) - non accreditato
- Il colpo (Heist), regia di David Mamet (2001)
- Welcome to Collinwood, regia di Anthony e Joe Russo (2002)
- Confessioni di una mente pericolosa (Confessions of a Dangerous Mind), regia di George Clooney (2002)
- Il genio della truffa (Matchstick Men), regia di Ridley Scott (2003)
- Guida galattica per autostoppisti (The Hitchhiker's Guide to the Galaxy), regia di Garth Jennings (2005)
- Piccadilly Jim, regia di John McKay (2005)
- Joshua, regia di George Ratliff (2007)
- Snow Angels, regia di David Gordon Green (2007)
- L'assassinio di Jesse James per mano del codardo Robert Ford (The Assassination of Jesse James by the Coward Robert Ford), regia di Andrew Dominik (2007)
- Soffocare (Choke), regia di Clark Gregg (2008)
- Frost/Nixon - Il duello (Frost/Nixon), regia di Ron Howard (2008)
- The Winning Season, regia di James C. Strouse (2009)
- Moon, regia di Duncan Jones (2009)
- Gentlemen Broncos, regia di Jared Hess (2009)
- Stanno tutti bene - Everybody's Fine (Everybody's Fine), regia di Kirk Jones (2009)
- Iron Man 2, regia di Jon Favreau (2010)
- Conviction, regia di Tony Goldwyn (2010)
- Cowboys & Aliens (Cowboys & Aliens), regia di Jon Favreau (2011)
- Lo spaventapassere (The Sitter), regia di David Gordon Green (2011)
- 7 psicopatici (Seven Psychopaths), regia di Martin McDonagh (2012)
- A Single Shot, regia di David M. Rosenthal (2013)
- C'era una volta un'estate (The Way, Way Back), regia di Nat Faxon e Jim Rash (2013)
- Una rete di bugie (A Case of You), regia di Kat Coiro (2013)
- Trust Me, regia di Clark Gregg (2013)
- Marvel One-Shots: All Hail the King, regia di Drew Pearce – cortometraggio (2014)
- Dimmi quando (Laggies), regia di Lynn Shelton (2014)
- La formula della felicità (Better Living Through Chemistry), regia di Geoff Moore e David Posamentier (2014)
- Loitering with Intent, regia di Adam Rapp (2014)
- Un tranquillo weekend di mistero (Digging for Fire), regia di Joe Swanberg (2015)
- Don Verdean, regia di Jared Hess (2015)
- Poltergeist, regia di Gil Kenan (2015)
- Mr. Right, regia di Paco Cabezas (2015)
- Tre manifesti a Ebbing, Missouri (Three Billboards Outside Ebbing, Missouri), regia di Martin McDonagh (2017)
- Woman Walks Ahead, regia di Susanna White (2017)
- Blaze, regia di Ethan Hawke (2018)
- Mute, regia di Duncan Jones (2018) - cameo
- Blue Iguana, regia di Hadi Hajaig (2018)
- Vice - L'uomo nell'ombra (Vice), regia di Adam McKay (2018)
- Migliori nemici (The Best of Enemies), regia di Robin Bissell (2019)
- Jojo Rabbit, regia di Taika Waititi (2019)
- Richard Jewell, regia di Clint Eastwood (2019)
- Omicidio nel West End (See How They Run), regia di Tom George (2022)
- Argylle - La super spia (Argylle), regia di Matthew Vaughn (2024)

#### Televisione
- Un giustiziere a New York (The Equalizer) – serie TV, 1 episodio (1988)
- Dream Street – serie TV, 1 episodio (1989)
- ABC Afterschool Special – serie TV, 1 episodio (1990)
- Lifestories: Families in Crisis – serie TV, 1 episodio (1993)
- Law & Order - I due volti della giustizia (Law & Order) – serie TV, 2 episodi (1992-1993)
- NYPD - New York Police Department (NYPD Blue) – serie TV, 1 episodio (1995)
- Prince Street – serie TV, 6 episodi (1997-2000)
- Stella – serie TV, 1 episodio (2005)
- Inside Amy Schumer – serie TV, 1 episodio (2016)
- Fosse/Verdon, regia di Thomas Kail, Adam Bernstein e Jessica Yu – miniserie TV (2019)
- The White Lotus – serie TV, 4 episodi (2025)

### Doppiatore
- G-Force - Superspie in missione (G-Force), regia di Hoyt Yeatman (2009)
- Napoleon Dynamite – serie TV, 1 episodio (2012)
- F Is for Family – serie TV, 26 episodi (2015-2018)
- Trolls World Tour, regia di Walt Dohrn (2020)
- L'unico e insuperabile Ivan (The One and Only Ivan), regia di Thea Sharrock (2020)
- Troppo cattivi (The Bad Guys), regia di Pierre Perifel (2022)
- What If...? - serie animata, episodio 2x03 (2023)
- IF - Gli amici immaginari (IF), regia di John Krasinski (2024)

## Teatro
- Il calapranzi di Harold Pinter, regia di Joe Mantello. Williamstown Theatre Festival di Williamstown (2001)
- Storia dello zoo di Edward Albee, regia di Joe Mantello. Williamstown Theatre Festival di Williamstown (2001)
- Gli ultimi giorni di Giuda Iscariota di Stephen Adly Guirgis, regia di Philip Seymour Hoffman. Public Theater dell'Off-Broadway (2005)
- A Behanding in Spokane di Martin McDonagh, regia di John Crowley. Gerald Schoenfeld Theatre di Broadway (2010)
- Un tram che si chiama Desiderio di Tennessee Williams, regia di David Cromer. Williamstown Theatre Festival di Williamstown (2011)
- Fool for Love di Sam Shepard, regia di Daniel Aukin. Samuel J. Friedman Theatre di Broadway (2015)
- American Buffalo di David Mamet, regia di Neil Pepe. Circle in the Square Theatre di Broadway (2022)

## Riconoscimenti
- Premio Oscar
  - 2018 – Miglior attore non protagonista per Tre manifesti a Ebbing, Missouri[14][15]
  - 2019 – Candidatura per il miglior attore non protagonista per Vice - L'uomo nell'ombra
- Golden Globe
  - 2018 – Miglior attore non protagonista per Tre manifesti a Ebbing, Missouri[5]
  - 2019 – Candidatura per il miglior attore non protagonista per Vice – L'uomo nell'ombra
  - 2020 – Candidatura per il miglior attore in una mini-serie o film per la televisione per Fosse/Verdon
- Emmy Award
  - 2019 – Candidatura per la miglior mini-serie per Fosse/Verdon
  - 2019 – Candidatura per il miglior attore protagonista in una mini-serie o film per Fosse/Verdon
- British Academy Film Awards
  - 2018 – Miglior attore non protagonista per Tre manifesti a Ebbing, Missouri[8]
  - 2019 – Candidatura per il miglior attore non protagonista per Vice – L'uomo nell'ombra
- Independent Spirit Awards
  - 2013 – Candidatura per il miglior attore non protagonista per 7 psicopatici
  - 2018 – Miglior attore non protagonista per Tre manifesti a Ebbing, Missouri[16]
- Satellite Award
  - 2003 – Candidatura per il miglior attore in un film commedia o musicale per Confessioni di una mente pericolosa
  - 2004 – Candidatura per il miglior attore non protagonista in un film commedia o musicale per Il genio della truffa
  - 2008 – Candidatura per il miglior attore in un film commedia o musicale per Soffocare
  - 2018 – Miglior attore non protagonista per Tre manifesti a Ebbing, Missouri[9]
  - 2020 – Candidatura per il miglior attore in una mini-serie o film per la televisione per Fosse/Verdon
- Critics' Choice Awards
  - 2011 – Candidatura per il miglior attore non protagonista per Conviction
  - 2014 – Candidatura per il miglior attore in un film commedia per C'era una volta un'estate
  - 2018 – Miglior attore non protagonista per Tre manifesti a Ebbing, Missouri[6]
  - 2018 – Miglior cast corale per Tre manifesti a Ebbing, Missouri[6]
  - 2019 – Candidatura per il miglior cast corale per Vice – L'uomo nell'ombra
- Palm Springs International Film Festival
  - 2018 – Spotlight Award per Tre manifesti a Ebbing, Missouri
- Screen Actors Guild Awards
  - 2000 – Candidatura per il miglior cast cinematografico per Il miglio verde
  - 2009 – Candidatura per il miglior cast cinematografico per Frost/Nixon - Il duello
  - 2018 – Miglior attore non protagonista cinematografico per Tre manifesti a Ebbing, Missouri
  - 2018 – Miglior cast cinematografico per Tre manifesti a Ebbing, Missouri
  - 2020 – Candidatura per il miglior cast cinematografico per Jojo Rabbit
  - 2020 – Migliore attore in un film televisivo o mini-serie per Fosse/Verdon
- Tony Award
  - 2022 – Candidatura per il miglior attore protagonista in un'opera teatrale per American Buffalo
- Festival di Berlino
  - 2003 - Orso d'argento per il miglior attore per Confessioni di una mente pericolosa

## Doppiatori italiani
Nelle versioni in italiano delle opere in cui ha recitato, Sam Rockwell è stato doppiato da:
- Riccardo Rossi in Law & Order - I due volti della giustizia, Il miglio verde, Charlie's Angels, Confessioni di una mente pericolosa, L'assassinio di Jesse James per mano del codardo Robert Ford, Moon, Stanno tutti bene - Everybody's Fine, Cowboys & Aliens, A Single Shot, Poltergeist, Tre manifesti a Ebbing, Missouri, Jojo Rabbit, Omicidio nel West End, Argylle - La super spia, The White Lotus
- Christian Iansante in Guida galattica per autostoppisti, Soffocare, I Knew It Was You, Iron Man 2, Lo spaventapassere, C'era una volta un'estate, Una rete di bugie, Un tranquillo weekend di mistero, Don Verdean, Mr. Right, Vice - L'uomo nell'ombra, Richard Jewell, Fosse/Verdon
- Nanni Baldini in Clownhouse, Il colpo, 7 psicopatici
- Fabio Boccanera in Lifestories - Famiglie in crisi, Alla ricerca di Jimmy, Joshua
- Francesco Pezzulli in NYPD - New York Police Department, Welcome to Collinwood, Frost/Nixon - Il duello
- Riccardo Niseem Onorato in Tartarughe Ninja alla riscossa, Snow Angels
- Andrea Ward in Lo spacciatore, Gentlemen Broncos
- Giorgio Borghetti in Il genio della truffa, Dimmi quando
- Marco Bolognesi in Tutto per mia figlia
- Simone Mori in Basquiat
- Oreste Baldini in Box of Moonlight
- Alessandro Quarta in Sogno di una notte di mezza estate
- Massimo De Ambrosis in Galaxy Quest
- Vittorio Guerrieri in La formula della felicità
- Pasquale Anselmo in Migliori nemici

Da doppiatore è sostituito da:
- Andrea Perroni in Troppo cattivi, Troppo cattivi - Frottole e scuse, Troppo cattivi 2
- Christian Iansante in L'unico e insuperabile Ivan, IF - Gli amici immaginari
- Lorenzo Flaherty in G-Force - Superspie in missione
- Luca Semeraro in Dishonored
- Stefano Benassi in F Is for Family
- Alessandro Quarta in Trolls World Tour
- Vittorio Guerrieri in What If...?